# Sažimanje podataka s gubitcima
Sažimanje podataka s gubitcima (eng. lossy compression) je način sažimanja podataka sa stanovitim prihvatljivim gubitcima. Koristi se uglavnom kod multimedije (zvučna i video kompresija). Najpoznatiji 'lossy' formati datoteka su JPG (za slike), MP3 i OGG (za audio) i MPEG za video. Kompresijom u ove (i slične) formate, dobiva se datoteka manje veličine, ali i manje kvalitete. Upravo ga to čini idealnim za multimediju, ali isto tako i nemogućim kod binarnih datoteka, kod kojih ne smije doći do gubitka informacija. Alternativan njemu je tzv. lossless način sažimanja - sažimanje podataka bez gubitaka.